# Zarmhírida
La dinastia zarmhírida o dels zarmhírides fou una nissaga local del Tabaristan que va exercir el poder sobre parts de les regions muntanyoses de la regió des de temps del rei sassànida Còsroes I (551-579) fins al 785.
La família reclamava el seu origen en un poderós senyor de nom Sukhra, suposat descendent del ferrer i heroi nacional persa Kāveh, i que era un dels nobles principals de l'imperi en temps de Cobades I (segon regnat 499-531). Sukhra va deixar dos fills, Zarmihr i Karin que van ajudar a Còsroes quan es va veure en problemes per un atac turc. Karin va rebre en recompensa territoris al sud d'Amol amb títol d'ishpabadh i va iniciar la dinastia karínida, mentre Zarmhir va rebre Miyand Rud
i va portar el títol de marzpan i de masmughan- El Tabaristan oriental va quedar repartit principalment entre el ishpabadh Karin, els masmughan Zarmhir i el marzpan de Tamisha o Tomisha.
Els masmughans de Dunbawand una altra dinastia de masmughans regnava a Dunbawand emparentada o no als zarmhírides. Els masmughans probablement van conservar un poder local a Dunbarwand fins al 760 quan la regió fou conquerida pels àrabs quan van dominar els dominis dabúyides (la plana del Tabaristan) i van suprimir la dinastia.
A Miyand Rud, prop de Sari entre els rius Kalarud i Mihriban limitant a l'est amb el Karatughan, era masmusghan i marzpan Walash I, que vivia en temps del djamàspida (dabúyida) Farrukhan el Gran (datat vers 709-712 a 728), i era de la branca vella dels karínides coneguda com els zarmíhrides originada en Zarmihr ibn Sukhra. Vers el 781 L'ishpabadh Wandad Hurmuzd, de la branca jove o karínida es va revoltar contra el califa al-Mahdí i es va aliar al bawàndida Sharwin (772-797) i al masmughan zarmíhrida de Miyan Rud, que es tornava a dir Walash (II). L'aliança que fou derrotada definitivament el 785. Després desapareixen de la història.